# Dzień Języka Rumuńskiego

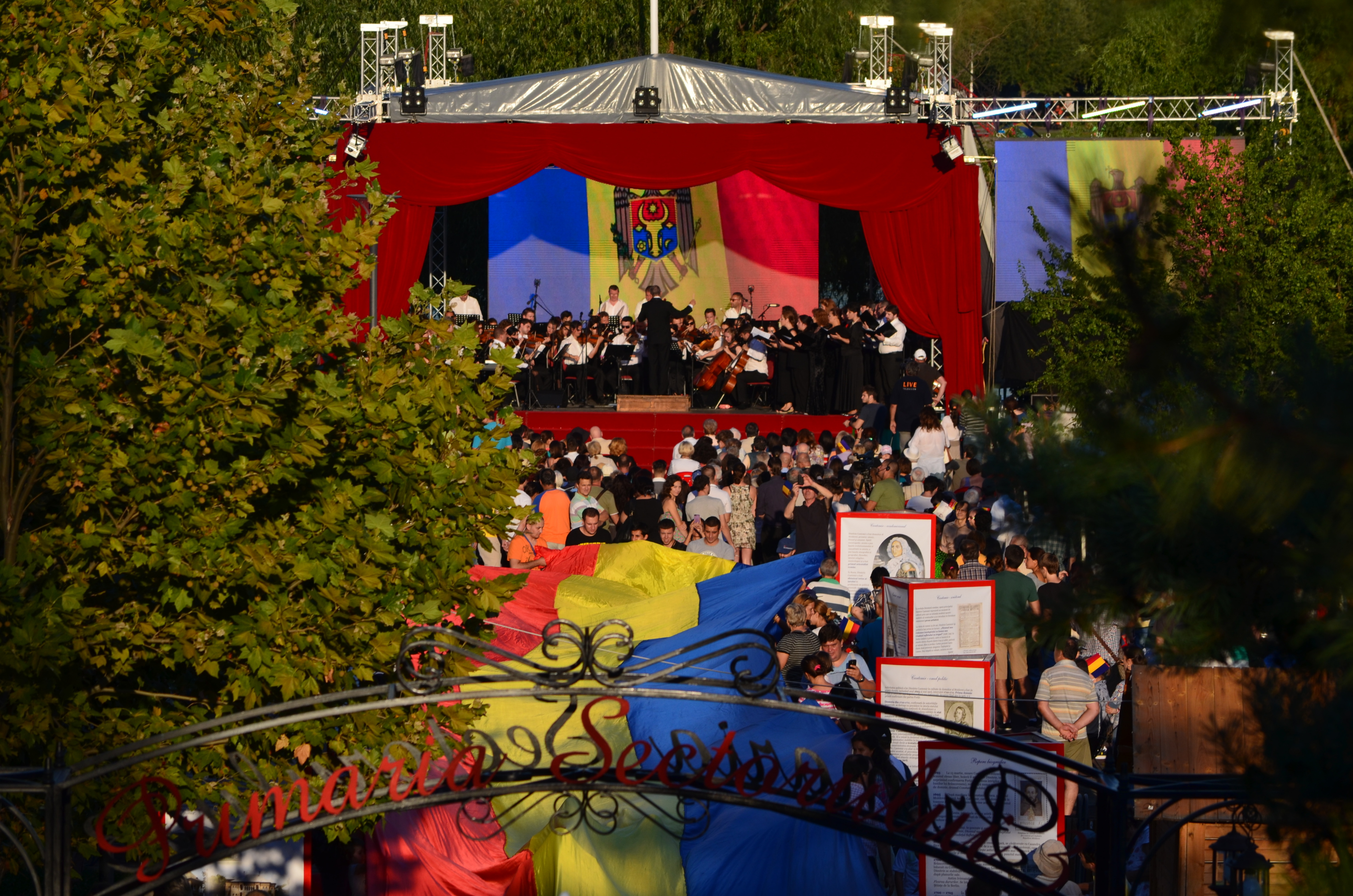
Dzień Języka Rumuńskiego obchodzony w Bukareszcie (2014)

Dzień Języka Rumuńskiego (rum. Ziua Limbii Române, Limba noastră – Nasz język) – święto państwowe obchodzone 31 sierpnia w krajach, w których językiem urzędowym jest rumuński.

## Tło
Pomysł obchodzenia tego święta w Rumunii pojawił się w 2011 roku, kiedy to przedstawiciele rumuńskiego parlamentu złożyli do Senatu wniosek o ustanowienie 31 sierpnia Dniem Języka Rumuńskiego. W tym samym roku organizacje i stowarzyszenia rumuńskojęzyczne w Bułgarii, na Węgrzech, w Serbii i na Ukrainie ogłosiły już 31 sierpnia dniem tego języka, rozpoczynając jego obchody w 2012 roku i prosząc o uznanie tego święta również przez państwo rumuńskie. Senat zatwierdził ten dzień jako święto 6 grudnia 2011 roku, a Izba Deputowanych przyjęła uchwałę w tej sprawie 19 lutego 2013 roku. Ówczesny prezydent Rumunii Traian Băsescu podpisał dekret 13 marca 2013 roku, który sześć dni później został opublikowany w rumuńskim dzienniku urzędowym „Monitorul Oficial”. Zgodnie z ustawą nr 53/2013, dzień ten może być obchodzony przez władze państwowe i zagraniczne misje dyplomatyczne, które 31 sierpnia organizują wydarzenia kulturalne i edukacyjne. 23 czerwca 1990 roku zaczęto obchodzić ten dzień w Mołdawii. Został on nazwany „Limba noastră cea română” („Nasz język rumuński”), ale w 1994 roku zmieniono jego nazwę na „Limba noastră” („Nasz język”). W dniu 2 marca 2023 roku parlament Mołdawii przegłosował ustawę zmieniającą nazwę tego święta, obecnie znanego w kraju również jako Dzień Języka Rumuńskiego. 31 sierpnia 2023 roku po raz pierwszy w Mołdawii obchodzono święto pod nazwą „Dzień języka rumuńskiego”. W kraju odbyło się wówczas wiele wydarzeń promujących język i kulturę rumuńską. Akademia Rumuńska i Mołdawska Akademia Nauk podjęły współpracę i wspólnie zorganizowały te wydarzenia w swoich siedzibach, odpowiednio w Bukareszcie i Kiszyniowie. Dzień Języka Rumuńskiego jest również obchodzony i uznawany na arenie międzynarodowej. Na przykład Ambasada Rumunii w Hiszpanii pogratulowała tego dnia wszystkim Rumunom i osobom posługującym się językiem rumuńskim „zachowania swojej tożsamości narodowej” i ogłosiła, że wspiera inicjatywę oddziału Rumuńskiego Instytutu Kultury w Madrycie mającą na celu rozpoczęcie kampanii internetowej, która odda hołd pracy tłumaczy literatury rumuńskiej na język hiszpański. Organizacje kulturalne tego dnia dbają również o to, aby przedstawiciele diaspory rumuńskiej także mogli obchodzić to święto.
W Polsce inicjatywę obchodów Dnia Języka Rumuńskiego promuje Rumuński Instytut Kultury w Warszawie oraz Ambasada Rumunii w Polsce.